# Román (Villalba)
Román (llamada oficialmente Santalla de Román) es una parroquia española del municipio de Villalba, en la provincia de Lugo, Galicia.

## Otras denominaciones
La parroquia también es conocida por el nombre de Santa Eulalia de Román.

## Organización territorial
La parroquia está formada por veintisiete entidades de población, constando quince de ellas en el nomenclátor del Instituto Nacional de Estadística español:
- A Bardela
- Abelaira (A Abelaira)
- Alfaiate
- Ameneira
- Aneirós (Os Aneirós)
- As Carballas
- Bouzamelle
- Carboeira (A Carboeira)
- Carrís (Os Carrís)
- Cartemil
- Casería (A Casería)
- Fistela (A Enfestela)
- Fontemarín
- Fraguelle (A Fraguella)
- Igrexa (Xunto á Irexa)
- Leboreiro
- Locencia
- Marcoi
- Murazó
- Pazo (O Pazo)
- Pedrouzo
- Roidiaz
- Romariz
- San Fiz
- Seivane
- Valiño (O Valiño)
- Vilafurada

## Demografía
| Gráfica de evolución demográfica de Román entre 2000 y 2021 |
|                                                             |
| Datos según el nomenclátor publicado por el INE.            |